# Velký Menderes
Velký Menderes (turecky Büyük Menderes Nehri, starořecky Μαίανδρος) je řeka na západě Turecka (Aydınská, Denizliská provincie). Je 380 km dlouhá.
Při ústí řeky protékající starověkou Kárií se rozkládalo významné středisko starořecké vzdělanosti Milét.

## Průběh toku
Pramení v Anatolské vysočině. Na dolním toku je koryto řeky velmi členité. Právě ze starořeckého jména řeky vzniklo pojmenování pro tyto říční kličky – meandr. Ústí do Egejského moře, přičemž vytváří deltu.